# Prinzenkapelle

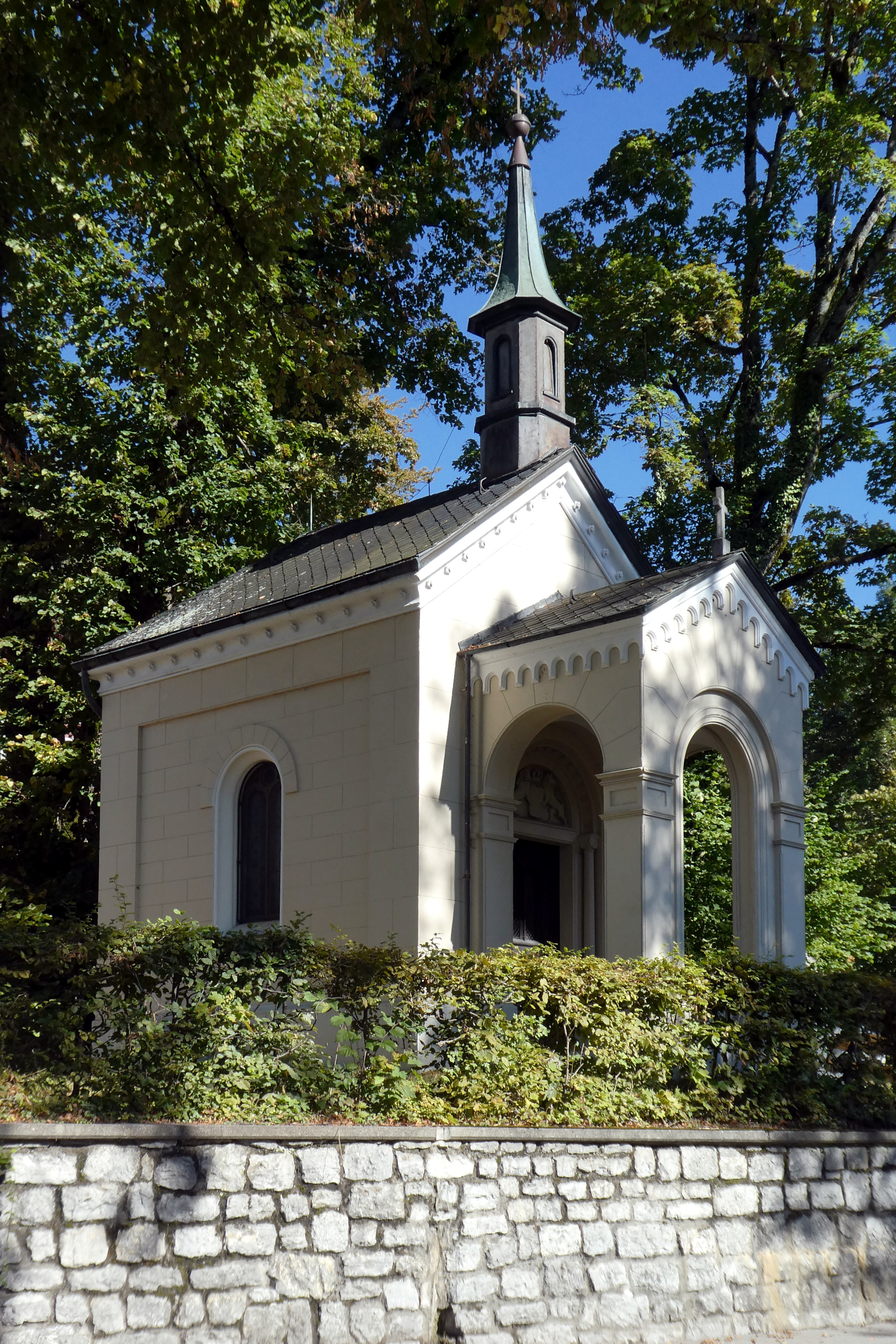
Prinzenkapelle in Tegernsee

Die Prinzenkapelle steht in Tegernsee, einer Gemeinde im oberbayerischen Landkreis Miesbach. Die Kapelle ist in der Liste der Baudenkmäler in Tegernsee unter der Nummer D-1-82-132-58 eingetragen. 

## Beschreibung
Die neoromanische Kapelle wurde nach 1875 zur Erinnerung an den hier tödlich verunglückten Prinzen Karl von Bayern erbaut. Sie besteht aus dem von einem Satteldach mit bekrönendem Dachreiter bedeckten Kirchenraum und der dem Eingang vorangestellten offenen Arkadenvorhalle.